# Tommy Lefroy
Tommy Lefroy ist ein internationales Indie-Pop-Musikduo mit Sitz in London, bestehend aus der kanadischen Sängerin Tessa Mouzourakis und der amerikanischen Sängerin Wynter Bethel. Am bekanntesten sind die beiden als Juno-Award-Nominierte für die Kategorie „Breakthrough Group of the Year“ bei den Juno Awards 2023.
Das Duo traf sich 2017 zum ersten Mal in Nashville, Tennessee, wo beide versuchten, sich als professionelle Songwriterinnen zu etablieren. Sie begannen 2018, als Duo zusammenzuarbeiten, nachdem Bethel auf Mouzourakis‘ Online-Cover von „Ketchum, ID“ von Boygenius aufmerksam wurde und den Namen Tommy Lefroy in Anlehnung an Thomas Langlois Lefroy annahm, einen irischen Politiker, der als Inspiration für den Charakter von Mr. Darcy in Jane Austens Roman „Stolz und Vorurteil“ gilt.
Nachdem sie beim Songwriting zusammengearbeitet und das Produzieren von Platten erlernt hatten, begannen sie 2021 mit der Veröffentlichung von Singles und erlangten größeren Erfolg, als ihr Single „The Cause“ auf TikTok populär wurde.
Im November 2021 veröffentlichten sie ihre Debüt-EP Flight Risk.